# Benjamin Peirce
Benjamin Peirce, ameriški matematik in astronom, * 4. april 1809, Salem, Massachusetts, ZDA, † 6. oktober 1880, Cambridge, Massachusetts, ZDA.
Peirce je bil uveljavljen profesor na Harvardu. Velja za enega najpomembnejših ameriških matematikov in astronomov, saj je močno pripomogel k razvoju in uveljavitvi matematike in drugih fizikalnih ved v obdobju, ko so bile ZDA na teh območjih še manj razvita država. Znan je predvsem po odkritju linearne algebre, s katero je močno vplival na razvoj splošne matematike. Poleg tega je veliko prispeval tudi na področju astronomije k nebesni mehaniki, statistiki in teoriji števil.
Bil je vpliven zagovornik zamisli Williama Hamiltona in se bolj kot kdor koli drug zanimal za kvaternione (Hamiltonove posplošitve kompleksnih števil na tri razsežnosti).
Pomembna je tudi njegova filozofska utemeljitev matematike kot znanosti, ki ni omejena le na količine, ampak ima tudi sposobnost prihajanja do neizogibnih sklepov oz. zaključkov.

## Življenje in delo
Rodil se je v Salemu v ameriški zvezni državi Massachusetts, kot sin Benjamina Peircea (1778–1831) in Lydie Ropes Nichols Peirce (1781–1868).
Sprva se je izobraževal na zasebni gimnaziji. Leta 1825 se je vpisal na Univerzo Harvard in diplomiral štiri leta pozneje. Po diplomi je do leta 1839 pomagal Nathanielu Bowditchu pri reviziji njegovega prevoda in komentarjev prvih štirih knjig Laplaceove Razprave o nebesni mehaniki (Traité de mécanique céleste), s čimer je dokazal izjemno matematično nadarjenost. Po končani univerzi je sprejel učiteljsko mesto v šoli Round Hill v Northamptonu, vendar so ga kmalu zatem leta 1831 prosili, da se znova pridruži Harvardu, kot matematični mentor.
Velik del njegovega slovesa temelji na njegovi rešitvi matematičnega problema, ki so ga objavili leta 1832 v reviji Mathematical Diary, s čimer je dokazal, da ni lihega popolnega števila z manj kot štirimi različnimi osnovnimi faktorji (»teorija števil«). Leto pozneje je dobil magisterij s Harvarda in bil leta 1842 imenovan za profesorja astronomije in matematike. Ta poklic je opravljal do svoje smrti. Istega leta se je poročil s Sarah Hunt Mills, hčerko senatorja Elijaha Hunta Millsa, s katero je imel štiri sinove in eno hčer. Med njimi je pomembno izpostaviti Charlesa Sandersa Peircea, enega izmed najpomembnejših ameriških filozofov in logikov, na katerega je oče Benjamin s svojim edinstvenim matematičnim pogledom močno vplival.
V naslednjem desetletju je Peirce napisal vrsto učbenikov in monografij, ki se ukvarjajo s trigonometrijo, algebro, teorijo števil, geometrijo, geodezijo in astronomijo. Znan je tudi po vpeljavi pojma idempotentnost (statičnost operacij) in delu Elementarna traktata o zvoku (1836), ki temelji na delu astronoma Williama Herschela, po katerem se je tudi močno zgledoval. Njegova knjiga Sistem za analitično mehaniko (1855) velja za eno najpomembnejših matematičnih knjig, ki je bila do takrat izdana v ZDA. Njegovo najboljše delo pa je Linearna asociativna algebra (1870), ki je študija možnih sistemov algeber. Te knjige so bile izvirne in matematično elegantne, vendar za ameriške študente takrat precej zahtevne.
Poleg matematike, je bil prav tako pomemben tudi na astronomskem področju. Igral je pomembno vlogo pri razvoju znanstvenega kurikuluma na univerzi in omogočal izboljšavo harvardskega observatorija, s postavitvijo novega teleskopa leta 1847. Zanimal se je predvsem za nebesno mehaniko, ki jo je izpopolnil z določitvijo Neptunovega tira leta 1846. S svojo znamenito izjavo »Matematika je znanost, ki oblikuje potrebne sklepe«, se je uveljavil tudi na filozofskem področju, saj je skušal izraziti nujnost matematičnih ved pri preučevanju narave in študiju logike.
Leta 1842 je postal član Ameriškega filozofskega društva. Leta 1847 ga je Ameriška akademija znanosti in umetnosti, ki je pomagala pri organizaciji in načrtovanju Inštituta Smithsonian (Ameriško združenje za napredek znanosti), imenovala v petčlanski odbor. Leta 1850 je postal tuji član Kraljeve družbe v Londonu, dve leti kasneje pa je postal član Kraljeve astronomske družbe in začel sodelovati tudi z Obalno in geodetsko upravo ZDA, pri kateri je nadzoroval izdelavo prvega geodetskega zemljevida ZDA, neodvisnega od krajevnih raziskav. Velja tudi za enega od ustanoviteljev Nacionalne geodetske družbe (1863) in ustanovitelja Znanstvene šole Lawrence (1842), ki je bila del harvardske univerze, v kateri so bila organizirana težja predavanja, namenjena bolj nadarjenim študentom s področja analitične in nebesne matematike.

## Vera
Bil je pobožen kristjan in je matematiko dojemal kot orodje, s katerim se lahko približa božjemu razumu. Razširil je preteklo zamisel, ki pravi, da je znanost božja pot, ki nam razkrije knjigo narave (Robert Boyle in John Ray; konec 17. stoletja), s tem ko je pravil, da se človek lahko z njo tudi približa Bogu. Če je ta neskončen, je potem matematika idealna stvar, s katero se ga lahko preučuje. Verjel je, da je tudi sam Bog matematik in ga lahko razumejo le tisti, ki se z njo natančneje ukvarjajo. Njegovim trditvam so verjeli in ga pri delovanju tudi finančno podpirali unitarist Ralph Waldo Emerson in njegovi pristaši.

## Matematika
S svojimi deli je izjemno vplival na matematiko ZDA, zaradi katerih se je uveljavil kot »oče čiste in višje matematike«. Peirce je bil bolj neposreden med predavanji na temo »Idealnost v fizikalnih znanostih«, leta 1879, ki jih je Charles Peirce uredil za posmrtno objavo. »Idealnost« je po njegovem označena kot »idealizem, ki je v prvi vrsti temelj matematike«. Peirce je bil v svojem matematičnem slogu predvsem algebrist; zanimali so ga kvaternioni (sistem hiperkompleksnih števil), pokazal pa je tudi nekaj naklonjenosti do »analitičnega« pristopa, ki se nanaša na algebro. Njegova najbolj znana publikacija je bila obravnava 'linearnih asociativnih algeber', torej vseh algeber, za katere je veljal asociativni zakon za množenje {\displaystyle x(yz)=(xy)z\!\,}. Linearnost se ni nanašala na teorijo matrik, ampak na obliko linearne kombinacije, kot je:
{\displaystyle q=a+bi+cj+dk\!\,.}
Peirce je leta 1870 napisal obširno raziskavo Linearna asociativna algebra, v kateri je določil število vseh algeber, ki imajo od dva do šest elementov in so v skladu z nekaterimi drugimi zakoni. Dvema od njih je dal imeni, ki sta postali trajni: idempotent; zakon {\displaystyle x^{m}=x\!\,} (za {\displaystyle m\geq 2\!\,}), ki ga je v tej obliki leta 1847 uvedel George Boole v svoji algebri logike; in nilpotent, kadar je {\displaystyle x^{m}=0\!\,} (za nek {\displaystyle m\!\,}). Element je idempotenten, če po uporabi neke operacije na njem, ostane nespremenjen.
Enajst let po izdaji Linearne asociativne algebre, je Charles Peirce litografijo posmrtno ponatisnil z nekaj dodatnimi zapiski kot daljši članek v ameriški reviji matematike; v naslednjem letu je izšla tudi v knjižni obliki. Ta študija je matematikom pomagala pri prepoznavanju najrazličnejših algeber; igrala je vlogo tudi pri razvoju teorije modelov v ZDA v začetku 20. stoletja.
V statistiki je predlagal Peirceov kriterij za statistično obravnavo osamelcev, to je navidezno ekstremnih opazovanj. Njegove zamisli je naprej razvil njegov sin Charles.
Leta 1868 je bil strokovna priča v procesu Robinsonova proti Mandellu, kjer mu je pomagal Charles. Sojenje je postalo znano po njegovi forenzični rabi matematike. Njuna analiza vprašljivega podpisa je pokazala kako zelo je podoben drugemu posebnemu primeru pisave, da je bila verjetnost takšnega ujemanja z naključnim podpisom izredno majhna.

### Filozofija
Peirce je začel z drugačno filozofsko razpravo o matematiki, s svojo najbolj znano izjavo »Matematika je znanost, ki oblikuje potrebne sklepe«. Vprašanje je, kaj je mislil z besedo »potrebne«? Ena izmed možnosti je, da je sledil algebrski tradiciji, ki so jo podpirali zlasti Britanci, za katero je značilno razlikovanje med »obliko« algebre in njeno »materijo« (to je razlaga oz. uporaba dane matematične in/ali fizične situacije) in da bi samo njena oblika lahko s predpostavko prinesla posledice. Njegova izjava se v matematičnih virih pojavlja dokaj pogosto, vendar običajno brez razlage.

## Priznanja

### Poimenovanja
Po njem se imenuje Lunin udarni krater Peirce. Podoktorska delovna mesta na matematičnem oddelku Univerze Harvard so v njegovo čast imenovana kot štipendisti in predavatelji Benjamina Peircea. Ladja Ameriške obalne in geodetske raziskave USCS se je od 1855 do 1868 imenovala Benjamin Peirce.